# 罗比·布赖特韦尔
罗比·布赖特韦尔（英語：Robbie Brightwell，1939年10月27日—2022年3月6日），英国男子田径运动员。他曾代表英国参加1960年和1964年夏季奥林匹克运动会田径比赛，其中1964年奥运会获得一枚银牌。